# Кузбасс (ледовый дворец)
Ледовый дворец «Кузбасс» — многофункциональное спортивное сооружение в Кемерово, ориентированное на хоккей с мячом, конькобежный спорт, шорт-трек, кёрлинг, культурно-зрелищные и выставочные мероприятия. Является пятой по счёту в России крытой конькобежной дорожкой, седьмым по счёту крытым ледовым катком для хоккея с мячом. В комплекс входит ледовая арена габаритами 179,4×70 метров, 25-метровый бассейн с 3 плавательными дорожками, медико-восстановительный центр, отель «Лёд», музей физической культуры и спорта Кузбасса. Дворец является домашней площадкой для хоккейного клуба ХК Кузбасс. Рядом находится спортивный комплекс «Кузбасс-Арена». Планируется строительство большой гостиницы и переходов между этими сооружениями, что позволит объединить эти спортивные объекты в единый спортивный комплекс.

## История

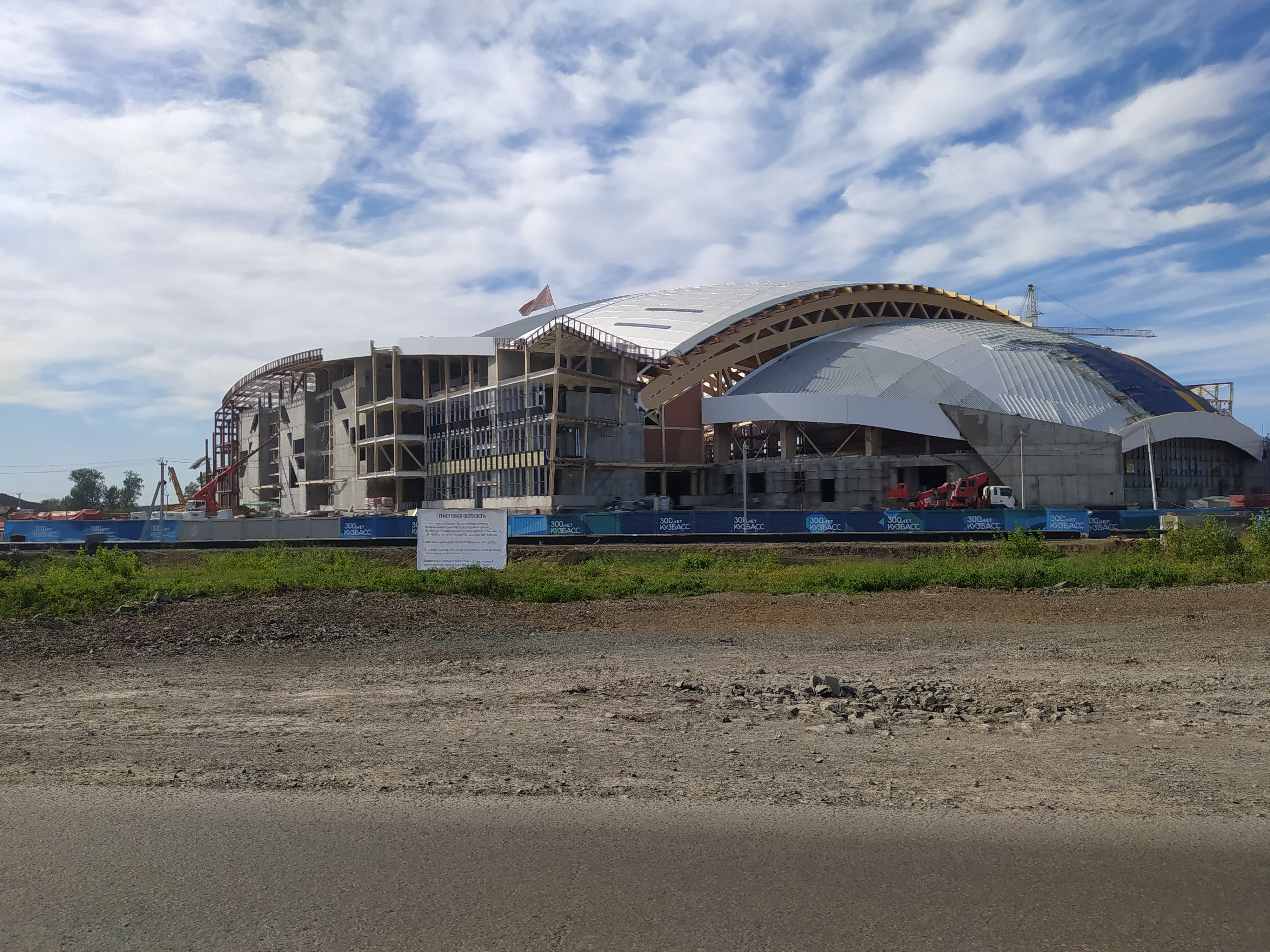
Строительство Ледового Дворца. 18 июля 2020 года

После завершения строительства Ледового дворца «Байкал» в Иркутске, компания СДС — строй (которая строила ЛД «Байкал») и правительство Кемеровской области, решили построить аналогичный стадион в Кемерово. Строительство началось в 2019 году, а завершилось в 2021. Стадион был открыт 20 мая 2021 года, а в конце лета принял групповой этап Кубка России по хоккею с мячом.
В 2023 году на стадионе планируется проведение чемпионата мира по хоккею с мячом 2023.

## Эксплуатация
На стадионе проводит домашние матчи ХК Кузбасс, а так же его дубль Кузбасс 2.

### Значимые мероприятия
| Мероприятие                         | Этап                 | Год  |
| ----------------------------------- | -------------------- | ---- |
| Кубок России по хоккею с мячом 2021 | I этап зона «Восток» | 2021 |
| Чемпионат России по хоккею с мячом  | Матч за 3-е место    | 2022 |
| Чемпионат мира по хоккею с мячом    | проведён в Швеции    | 2023 |
| Дети Азии                           |                      | 2023 |

## Рекорды ледовой дорожки

### Мужчины
| Дистанция        | Спортсмен                                                        | Время    | Дата                 |
| 500 метров       | Руслан Мурашов                                                   | 35,19    | 26 декабря 2022 года |
| 1000 метров      | Степан Чистяков                                                  | 1.10,84  | 27 декабря 2022 года |
| 1500 метров      | Сергей Трофимов                                                  | 1.49,50  | 28 декабря 2022 года |
| 5000 метров      | Даниил Алдошкин                                                  | 6.37,27  | 26 декабря 2022 года |
| 10 000 метров    | Владимир Семирунний                                              | 13.30,21 | 29 декабря 2022 года |
| Командная гонка  | Россия · Александр Подольский · Даниил Алдошкин · Руслан Захаров | 3.51,44  | 27 декабря 2022 года |
| Командный спринт | Россия · Степан Чистяков · Роман Тиханов · Никита Базюк          | 1.23,30  | 29 декабря 2022 года |

### Женщины
| Дистанция        | Спортсмен                                                           | Время   | Дата                 |
| 500 метров       | Кристина Силаева                                                    | 38,66   | 26 декабря 2022 года |
| 1000 метров      | Ангелина Голикова                                                   | 1.18,02 | 27 декабря 2022 года |
| 1500 метров      | Евгения Лаленкова                                                   | 1.59,53 | 28 декабря 2022 года |
| 3000 метров      | Евгения Лаленкова                                                   | 4.13,59 | 26 декабря 2022 года |
| 5000 метров      | Екатерина Кошелева                                                  | 7.20,46 | 29 декабря 2022 года |
| Командная гонка  | Россия · Елизавета Агафошина · Алиса Беккер · Александра Саютина    | 3.13,75 | 27 декабря 2022 года |
| Командный спринт | Россия · Ангелина Голикова · Елизавета Агафошина · Кристина Силаева | 1.32,19 | 29 декабря 2022 года |